# Памплона (аеропорт)
Аеропорт Памплона — аеропорт у Памплоні, Наварра, Іспанія (IATA: PNA, ICAO: LEPP). Аеропорт розташовано 6 км від міста Памплона, столиці Наварри. Це державний аеропорт, яким керує AENA.

## Напрямки
З аеропорту Памплони літають рейси в різні міста Іспанії, такі як Мадрид, Барселона, Малага, Севілья, Валенсія, Пальма-де-Мальорка, Тенеріфе та інші. Також з аеропорту можна полетіти до ряду міжнародних міст, зокрема Парижу, Франкфурту, Амстердаму, Лондона та інших європейських міст. Однак, список місць, до яких можна полетіти з аеропорту Памплони може змінюватися залежно від сезону та різних обставин.

## Сполучення
З 6 листопада 2017 року лінія А міського транспорту Памплони щогодини сполучає аеропорт із центром міста та залізничним вокзалом Ренфе.